# Welcome 2 America Tour
Tournées par Prince & New Power Generation
20Ten Tour
(2010) Live Out Loud Tour
(2013)
Welcome 2 America Tour est une tournée de Prince qui a commencé en décembre 2010 et s'est achevée en 2012. Prince part en tournée une fois de plus avec la New Power Generation, avec qui il joue aussi bien du funk que du jazz, du R&B et de la soul. Pour la première fois de sa carrière, Prince ne fait la promotion d'aucun album en particulier pour cette tournée.
La tournée débute aux États-Unis, puis se poursuit immédiatement en Europe. Deux mois plus tard, une deuxième partie s'engage au Canada. C'est la première fois depuis le One Nite Alone...Tour (2001) qu'une tournée de Prince fait un tour complet du Canada et contient autant de dates à travers le monde. Le slogan de la tournée varie selon le continent où sont donnés les concerts.

## Histoire
La tournée fut annoncée par Prince lui-même lors d'une conférence de presse, au théâtre de l'Apollo le 14 décembre. Dans ce discours, Prince annonce dans quelles salles la tournée va débuter et déclare que chaque spectacle sera unique, il n'est donc plus question de se baser sur une set-list : « Venez tôt, venez souvent. J'ai beaucoup d'idées… il n'y a pas deux spectacles qui seront les mêmes ». Le même jour, il vend sa guitare Fender plaquée or et offre les bénéfices à une association pour enfants. Comme pour le Earth Tour, Prince a préféré utiliser une scène centrale en forme de son Love Symbol sauf en Europe ou il utilise une scène face au public.
Une chanson du titre de la tournée a été créée et jouée pour la première fois le 28 décembre au Madison Square Garden. Un album du même nom aurait dû voir le jour mais Prince n'a pas trouvé de contrat satisfaisant avec une maison d'édition à ce moment-là. L'album sortira en 2021 à titre posthume. Le 29 décembre, Prince joue une autre nouveauté, The Gingerbread Man.
Le plus notable sur la partie aux États-Unis est le record de Prince au Forum de Inglewood : 17 shows !
Cette partie de la tournée se voit couronnée de succès, The New York Daily News a écrit : “Prince mérite une accolade royale avec un show rempli de hits à un rythme effréné prouvant qu’il occupe une place singulière dans l’histoire de la pop”, tandis que le New York Times mentionnait : “C’est facile de voir Prince tel un Chuck Berry ou James Brown, continuant à évoluer pour de nombreuses décennies.”. Les fans admettrons tous qu'on ne peut se rendre à un concert de Prince et savoir à quoi on va s'attendre. L'ambiance de chaque show rendait la foule au pied d'un Prince toujours aussi fort et sexy.
Le groupe accueille un grand nombre d'invités occasionnels.
Prince débute la partie européenne à Paris où il joue pour la première fois au Stade de France. La rumeur voulait que Prince se soit lancé le pari de vendre les 80 000 places en un mois. Il n'en vendra finalement que 45 000. Trois jours avant la date, Prince donne un mini-concert sur Canal+ et une interview dans laquelle il déclare : « Je pense que ce sera le meilleur concert de ma vie ». Le concert commence à 21h et s'arrête à 23h50. Une choriste est même venue déclarer : « Le groupe aurait souhaité continuer de jouer mais il y a un couvre-feu ». Le show a quand même été exceptionnel et aura duré 2h50. Cette partie européenne passera par de prestigieux festivals notamment en Pologne et en Angleterre.
Prince en profite pour donner des concerts dans certains pays où il n'était jamais allé : les Îles Turques-et-Caïques et la Hongrie où il jouera devant 60 000 personnes.
Une partie Amérique du Sud aurait pu démarrer par un premier concert prévu à Rio de Janeiro le 27 août, mais il fut annulé le 23 août car Prince estimait ne pas avoir vendu assez de billets et souhaitait vraiment être complet.
Le 29 octobre alors que tout le monde pensait la tournée achevée, son équipe annonce une partie officielle au Canada. 11 concerts sont annoncés et des affiches sont lancées avec le slogan Welcome 2 Canada. Le 8 novembre, Prince est invité au défilé de la nouvelle collection de Versace for H&M. Il va animer la soirée avec une sélection d'une quinzaine de ses meilleurs titres. Dans les jours qui suivent, une date à Calgary est annoncée pour le 14 décembre.
Une troisième partie est lancée : "Welcome 2 Australia". Une tournée organisée à la hâte en vue du passage de Lady Gaga le mois suivant. Prince n'était plus venu sur ce continent depuis 10 ans. Tous les concerts se sont vendus à guichets fermés et 2 dates supplémentaires ont été rajoutées. Certains invoquent la poursuite de la tournée pour raison économique car Prince a en effet perdu près de 4 millions $ contre un fabricant de parfum à qui il avait promis de faire la promotion d'un produit à l'effigie de son album 3121.
La quatrième partie débute en septembre et tente de se baser sur une résidence, à Chicago mais le début des ventes est très décevant, sur les 3 dates seulement une se jouera à guichet fermé. L'Amérique semble saturée, Prince est épuisé, la tournée se termine sur un échec mais aura tout de même été triomphale.

## Incidents et faits divers
- Le 7 février 2011 au Madison Square, parmi les invités, Prince a fait monter sur scène Kim Kardashian. Quand elle est arrivée, elle était très gênée alors que Prince a tenté de l'inciter à se déhancher avec lui sur un son très Funky. Prince l'aura mal pris et s'est dirigé vers elle en pointant du doigt l’escalier d'où elle venait, afin qu'elle reparte.
- Au stade de France, sur Everyday People Prince enchaînait quelques drifts à la guitare tout en gesticulant et en remuant beaucoup. Si bien que le cameraman fut surpris par ces mouvements, tentant de reculer rapidement, il trébucha et tomba sur le dos, sans vraiment se blesser. Prince s’arrêta de jouer et vint lui tendre la main. Quand le cameraman se fut relevé, Prince demanda au public de l'acclamer.
- Durant les grands concerts Européens, notamment à Paris et à Kent, de nombreux spectateurs et surtout au premier rang disposaient d'un smartphone et filmaient le show ou faisaient des photos. On sait que Prince est très impliqué dans la lutte contre le piratage. Si bien qu'il s'écria à de nombreuses reprises : "People, get your cellphone !" au rythme de la musique; Bien sûr peu de monde suivit ses instructions.
- Au RockHall du Luxembourg, Prince a jeté sa guitare aux fans présent dans le carré d'or après un long solo sur I Like It There.

## Programme
La liste des chansons varie aiséement d'un concert à l'autre, Prince pioche dans un répertoire de près de 100 chansons. Ainsi chaque concert est unique. Mais on retrouvait régulièrement ce type de programme :
1. "Intro"
2. D.M.S.R.
3. Pop Life
4. Musicology
5. Let's Go Crazy
6. Delirious
7. 1999
8. Little Red Corvette
9. Take Me With U
10. Raspberry Beret
11. Cream
12. Don't Stop 'Til You Get Enough reprise de Michael Jackson
13. Let's Work
14. U Got the Look

Interlude
1. Purple Rain
2. The Beautiful Ones
3. Kiss

Rappel 1
1. Controversy
2. Love Rollercoaster
3. Play That Funky Music

Rappel 2
1. Nothing Compares 2 U (interprété avec Shelby J.)
2. If I Was Your Girlfriend
3. "Everyday People"

Rappel 3 (piano)
1. Sampler Set
2. When Doves Cry
3. Nasty Girl (version instrumentale)
4. Sign o' the Times
5. Darling Nikki (version instrumentale)
6. I Would Die 4 U
7. Forever In My Life

Rappel 4
1. "Dance (Disco Heat)" reprise de Sylvester
2. "Baby I'm A Star"

## Dates des concerts
| #                           | Date              | Ville            | Pays                    | Salle                               | Audience | Commentaire |
| --------------------------- | ----------------- | ---------------- | ----------------------- | ----------------------------------- | -------- | ----------- |
| Première partie (2010-2011) |                   |                  |                         |                                     |          |             |
| Welcome 2 America           |                   |                  |                         |                                     |          |             |
| 1                           | 15 décembre 2010  | Rutherford       | États-Unis              | Izod Center                         | 19 000   |             |
| 2                           | 16 décembre 2010  | Rutherford       | États-Unis              | Izod Hospitality Room               | 50       |             |
| 3                           | 17 décembre 2010  | Rutherford       | États-Unis              | Izod Center                         | 15 000   |             |
| 4                           | 18 décembre 2010  | Rutherford       | États-Unis              | Izod Hospitality Room               | 30       |             |
| 5                           | 18 décembre 2010  | New York         | États-Unis              | Madison Square Garden               | 18 226   | Complet     |
| 6                           | 29 décembre 2010  | New York         | États-Unis              | Madison Square Garden               | 18 226   | Complet     |
| 7                           | 30 décembre 2010  | New York         | États-Unis              | Butter                              | 200      | Complet     |
| 8                           | 31 décembre 2010  | Providenciales   | Îles Turques-et-Caïques | Amanyara Resort                     | 200      |             |
| 9                           | 18 janvier 2011   | New York         | États-Unis              | Madison Square Garden               | 18 226   | Complet     |
| 10                          | 19 janvier 2011   | New York         | États-Unis              | Darby's                             | 150      | Complet     |
| 11                          | 7 février 2011    | New York         | États-Unis              | Madison Square Garden               | 16 147   | Complet     |
| 12                          | 8 février 2011    | New York         | États-Unis              | Darby's                             | 200      | Complet     |
| 13                          | 14 février 2011   | Hollywood        | États-Unis              | Private residence                   | 200      | Complet     |
| 14                          | 21 février 2011   | Oakland          | États-Unis              | Oracle Arena                        | 14 159   | Complet     |
| 15                          | 23 février 2011   | Oakland          | États-Unis              | Oracle Arena                        | 14 458   | Complet     |
| 16                          | 24 février 2011   | Oakland          | États-Unis              | Oracle Arena                        | 14 158   | Complet     |
| 17                          | 21 mars 2011      | Columbia         | États-Unis              | Colonial Life Arena                 | 11 000   |             |
| 18                          | 23 mars 2011      | Raleigh          | États-Unis              | RBC Center                          | 15 000   |             |
| 19                          | 24 mars 2011      | Charlotte        | États-Unis              | Time Warner Cable Arena             | 10 000   |             |
| 20                          | 26 mars 2011      | Greensboro       | États-Unis              | Greensboro Coliseum                 | 19 258   | Complet     |
| 21                          | 28 mars 2011      | Greenville       | États-Unis              | BI-LO Center                        | 10 500   |             |
| 22                          | 30 mars 2011      | North Charleston | États-Unis              | North Charleston Coliseum           | 12 200   |             |
| 23                          | 13 avril 2011     | Burbank          | États-Unis              | Lopez Tonight                       | 150      | COMPLET     |
| 24                          | 14 avril 2011     | Inglewood        | États-Unis              | The Forum                           | 17 500   | COMPLET     |
| 25                          | 21 avril 2011     | Inglewood        | États-Unis              | The Forum                           | 17 500   | COMPLET     |
| 26                          | 22 avril 2011     | Inglewood        | États-Unis              | The Forum                           | 17 500   | COMPLET     |
| 27                          | 23 avril 2011     | Inglewood        | États-Unis              | The Forum                           | 17 500   | COMPLET     |
| 28                          | 28 avril 2011     | Inglewood        | États-Unis              | The Forum                           | 17 500   | COMPLET     |
| 29                          | 29 avril 2011     | Inglewood        | États-Unis              | The Forum                           | 17 500   | COMPLET     |
| 30                          | 30 avril 2011     | Inglewood        | États-Unis              | The Forum                           | 17 500   | COMPLET     |
| 31                          | 1er mai 2011      | Inglewood        | États-Unis              | The Forum                           | 17 500   | COMPLET     |
| 32                          | 5 mai 2011        | Inglewood        | États-Unis              | The Forum                           | 17 500   | COMPLET     |
| 33                          | 6 mai 2011        | Inglewood        | États-Unis              | The Forum                           | 17 500   | COMPLET     |
| 34                          | 7 mai 2011        | Inglewood        | États-Unis              | The Forum                           | 17 500   | COMPLET     |
| 35                          | 7 mai 2011        | Inglewood        | États-Unis              | The Forum                           | 17 500   | COMPLET     |
| 36                          | 11 mai 2011       | Hollywood        | États-Unis              | Troubadour                          | 350      | COMPLET     |
| 37                          | 13 mai 2011       | Inglewood        | États-Unis              | The Forum                           | 17 500   | COMPLET     |
| 38                          | 14 mai 2011       | Inglewood        | États-Unis              | The Forum                           | 17 500   | COMPLET     |
| 39                          | 18 mai 2011       | Fresno           | États-Unis              | Save Mart Center                    | 11 918   |             |
| 40                          | 19 mai 2011       | San José         | États-Unis              | HP Pavilion at San Jose             | 9 000    |             |
| 41                          | 21 mai 2011       | San José         | États-Unis              | HP Pavilion at San Jose             | 9 000    |             |
| 42                          | 22 mai 2011       | Sacramento       | États-Unis              | Power Balance Pavilion              | 18 000   | COMPLET     |
| 43                          | 25 mai 2011       | Hollywood        | États-Unis              | House Of Blues Sunset               | 250      | COMPLET     |
| 44                          | 25 mai 2011       | Hollywood        | États-Unis              | House Of Blues Sunset               | 250      | COMPLET     |
| 45                          | 26 mai 2011       | Hollywood        | États-Unis              | House Of Blues Sunset               | 250      | COMPLET     |
| 46                          | 27 mai 2011       | Inglewood        | États-Unis              | The Forum                           | 17 500   | COMPLET     |
| 47                          | 28 mai 2011       | Inglewood        | États-Unis              | The Forum                           | 17 500   | COMPLET     |
| 48                          | 29 mai 2011       | Inglewood        | États-Unis              | The Forum                           | 17 500   | COMPLET     |
| 49                          | 24 juin 2011      | Montréal         | Canada                  | Montréal Jazz Festival              | 2 300    | COMPLET     |
| 50                          | 25 juin 2011      | Montréal         | Canada                  | Montréal Jazz Festival              | 2 300    | COMPLET     |
| Welcome 2 Euro              |                   |                  |                         |                                     |          |             |
| 51                          | 27 juin 2011      | Paris            | France                  | Plateau du Grand Journal            | 400      | COMPLET     |
| 52                          | 30 juin 2011      | Paris            | France                  | Restaurant La Société               | 280      | COMPLET     |
| 53                          | 30 juin 2011      | Saint-Denis      | France                  | Stade de France                     | 45 000   |             |
| 54                          | 2 juillet 2011    | Gdynia           | Pologne                 | Lotnisko Gdynia-Kosakowo            | 85 000   |             |
| 55                          | 3 juillet 2011    | Kent             | Angleterre              | Hop Farm Music Festival             | 30 000   |             |
| 56                          | 5 juillet 2011    | Gand             | Belgique                | Sint-Pietersplein                   | 14 000   |             |
| 57                          | 6 juillet 2011    | Gand             | Belgique                | Sint-Pietersplein                   | 17 000   | COMPLET     |
| 58                          | 8 juillet 2011    | Rotterdam        | Pays-Bas                | North Sea Jazz                      | 9 000    | COMPLET     |
| 59                          | 9 juillet 2011    | Rotterdam        | Pays-Bas                | North Sea Jazz                      | 9 000    | COMPLET     |
| 60                          | 10 juillet 2011   | Rotterdam        | Pays-Bas                | North Sea Jazz                      | 9 000    | COMPLET     |
| 61                          | 13 juillet 2011   | Esch-sur-Alzette | Luxembourg              | Rockhal - Main Hall                 | 6 500    | COMPLET     |
| 62                          | 15 juillet 2011   | Pérouse          | Italie                  | Stade Santa Giuliana                | 7 500    |             |
| 63                          | 21 juillet 2011   | Helsinki         | Finlande                | Hartwall Arena                      | 9 000    |             |
| 64                          | 25 juillet 2011   | Amsterdam        | Pays-Bas                | The Max                             | 2 000    | Complet     |
| 65                          | 26 juillet 2011   | Amsterdam        | Pays-Bas                | The Max                             | 2 000    | Complet     |
| 66                          | 26 juillet 2011   | Rotterdam        | Pays-Bas                | Ahoyh                               | 13 238   | COMPLET     |
| 67                          | 28 juillet 2011   | Cologne          | Allemagne               | Lanxess Arena                       | 8 000    |             |
| 68                          | 30 juillet 2011   | Dublin           | Irlande                 | Malahide Castle                     | 30 000   |             |
| 69                          | 2 août 2011       | Oslo             | Norvège                 | Oslo Spektrum                       | 8 000    | Complet     |
| 70                          | 3 août 2011       | Oslo             | Norvège                 | Oslo Spektrum                       | 8 000    | Complet     |
| 71                          | 6 août 2011       | Copenhague       | Danemark                | Amager Bio                          | 1 000    | Complet     |
| 72                          | 6 août 2011       | Storkøbenhavn    | Danemark                | Musik & Art Festival                | 18 000   | Complet     |
| 73                          | 7 août 2011       | Storkøbenhavn    | Danemark                | Musik & Art Festival                | 13 000   |             |
| 74                          | 8 août 2011       | Copenhague       | Danemark                | Amager Bio                          | 1 000    | Complet     |
| 75                          | 9 août 2011       | Budapest         | Hongrie                 | Óbudai-sziget                       | 60 000   | Complet     |
| 76                          | 12 août 2011      | Gothenburg       | Suède                   | Slottsskogen                        | 30 000   | Complet     |
| 77                          | 17 août 2011      | Zurich           | Suisse                  | Hallenstadion                       | 12 600   | Complet     |
| Deuxième partie (Fin 2011)  |                   |                  |                         |                                     |          |             |
| Concert de relance          |                   |                  |                         |                                     |          |             |
| 78                          | 11 novembre 2011  | New York         | États-Unis              | Hudson River Park                   | 3 000    | Complet     |
| Welcome 2 Canada            |                   |                  |                         |                                     |          |             |
| 79                          | 25 novembre 2011  | Toronto          | Canada                  | Air Canada Centre                   | 19 800   | Complet     |
| 80                          | 26 novembre 2011  | Toronto          | Canada                  | Restaurant Ame                      | 150      | Complet     |
| 81                          | 26 novembre 2011  | Toronto          | Canada                  | Air Canada Centre                   | 12 000   |             |
| 82                          | 27 novembre 2011  | Toronto          | Canada                  | Restaurant Ame                      | 150      | Complet     |
| 83                          | 30 novembre 2011  | Halifax          | Canada                  | Halifax Metro Centre                | 10 800   |             |
| 84                          | 2 décembre 2011   | Montréal         | Canada                  | Bell Centre                         | 8 753    |             |
| 85                          | 3 décembre 2011   | Montréal         | Canada                  | Newtown Club Empire                 | 150      | Complet     |
| 86                          | 3 décembre 2011   | Ottawa           | Canada                  | Scotiabank Place                    | 17 000   |             |
| 87                          | 5 décembre 2011   | London           | Canada                  | John Labatt Centre                  | 8 790    |             |
| 88                          | 8 décembre 2011   | Winnipeg         | Canada                  | MTS Centre                          | 10 500   |             |
| 89                          | 13 décembre 2011  | Edmonton         | Canada                  | Rexall Place                        | 10 775   |             |
| 90                          | 14 décembre 2011  | Calgary          | Canada                  | Scotiabank Saddledome               | 11 000   |             |
| 91                          | 15 décembre 2011  | Calgary          | Canada                  | KI Restaurant                       | 50       | Complet     |
| 92                          | 16 décembre 2011  | Vancouver        | Canada                  | Rogers Arena                        | 17 000   |             |
| 93                          | 16 décembre 2011  | Vancouver        | Canada                  | Bar None                            | 160      | Complet     |
| 94                          | 17 décembre 2011  | Victoria         | Canada                  | Save-on-Foods Memorial Centre       | 6 753    |             |
| 95                          | 17 décembre 2011  | Victoria         | Canada                  | Sugar NightClub                     | 600      | Complet     |
| Concerts de clôture         |                   |                  |                         |                                     |          |             |
| 96                          | 19 décembre 2011  | Tacoma           | États-Unis              | Tacoma Dome                         | 15 000   |             |
| 97                          | 20 décembre 2011  | Seattle          | États-Unis              | REPUBLIQ                            | 500      | Complet     |
| Troisième partie (2012)     |                   |                  |                         |                                     |          |             |
| Welcome 2 Australia         |                   |                  |                         |                                     |          |             |
| 98                          | 11 mai 2012       | Sydney           | Australie               | Acer Arena                          | 14 706   | Complet     |
| 99                          | 12 mai 2012       | Sydney           | Australie               | Acer Arena                          | 14 706   | Complet     |
| 100                         | 12 mai 2012       | Sydney           | Australie               | Ivy Ballroom                        | 400      | Complet     |
| 101                         | 14 mai 2012       | Melbourne        | Australie               | Rod Laver Arena                     | 14 300   | Complet     |
| 102                         | 15 mai 2012       | Melbourne        | Australie               | Rod Laver Arena                     | 14 300   | Complet     |
| 103                         | 18 mai 2012       | Brisbane         | Australie               | Brisbane Entertainment Centre       | 13 500   | Complet     |
| 104                         | 18 mai 2012       | Brisbane         | Australie               | The Hi-Fi                           | 1 000    | Complet     |
| 105                         | 22 mai 2012       | Sydney           | Australie               | Acer Arena                          | 14 706   | Complet     |
| 106                         | 26 mai 2012       | Brisbane         | Australie               | Brisbane Entertainment Centre       | 13 500   | Complet     |
| 107                         | 26 mai 2012       | Brisbane         | Australie               | Eatons Hill Hotel & Function Centre | 2 500    |             |
| 108                         | 29 mai 2012       | Melbourne        | Australie               | Bennett's Lane                      | 70       | Complet     |
| 109                         | 30 mai 2012       | Melbourne        | Australie               | Rod Laver Arena                     | 13 486   | Complet     |
| Quatrième partie (Fin 2012) |                   |                  |                         |                                     |          |             |
| Welcome 2 Chicago           |                   |                  |                         |                                     |          |             |
| 110                         | 24 septembre 2012 | Chicago          | États-Unis              | United Center                       | 23 500   | Complet     |
| 111                         | 24 septembre 2012 | Chicago          | États-Unis              | House of Blues                      | 1 500    | Complet     |
| 112                         | 25 septembre 2012 | Chicago          | États-Unis              | United Center                       | 20 000   |             |
| 113                         | 25 septembre 2012 | Chicago          | États-Unis              | House of Blues                      | 1 500    | Complet     |
| 114                         | 26 septembre 2012 | Chicago          | États-Unis              | United Center                       | 15 000   |             |
| 115                         | 26 septembre 2012 | Chicago          | États-Unis              | House of Blues                      | 1 500    | Complet     |

## Annulations
- Le 14 décembre un concert dans le New Jersey a été annulé.
- Le concert à Dallas le 4 février a lui aussi été annulé.
- Une fausse annonce a été donnée pour un concert le 4 août à Berlin. Le promoteur aurait par le passé déjà commis des délits similaires.
- Les deux concerts d'Oslo ont été reportés en raison de l'attentat commis le 22 juillet dans la ville. Ils auraient dû avoir lieu le 23 et 24 juillet.
- Un concert à l'Estação Leopoldina de Rio de Janeiro était prévu le 27 août. Quatre jours avant la représentation il fut annulé sans que l'on donne de raison.
- Le concert prévu le 11 décembre à Saskatoon a été annulé 25 jours avant la date. Prince et le promoteur se serait disputés.

## Sources
http://www.drfunkenberry.com/2010/10/14/audio-of-princes-welcome-2-america-press-conference-confusion/
http://www.drfunkenberry.com/2010/10/14/early-photos-from-princes-nyc-press-conference/
http://frontpsych.com/2011/01/03/america-welcome-2-prince/
http://www.drfunkenberry.com/2010/10/25/sheila-e-is-out-for-rest-of-prince-tour/
http://www.drfunkenberry.com/2010/10/26/prince-welcome-2-america-dates-confirmed/
http://www.drfunkenberry.com/2010/12/05/prince-adds-another-tourdate-to-madison-square-garden/
http://www.drfunkenberry.com/2010/12/16/prince-rocks-opening-night-of-his-welcome-2-america-tour-at-the-izod/
http://www.princevault.com/index.php/Black_Muse
http://www.princevault.com/index.php/Welcome_2_America
http://www.princevault.com/index.php/Gingerbread_Man
http://www.drfunkenberry.com/2010/10/14/prince-to-make-big-announcement-in-nyc-as-new-song-leaks/